# 1479 w polityce
Wydarzenia polityczne w 1479 roku.

## Wydarzenia
- 25 stycznia - traktat w Stambule kończy II wojnę wenecko-turecką: porażka Republiki Weneckiej, która zmuszona została do oddania Imperium Osmańskiemu części Albanii, części Morei oraz wysp Negroponte i Lesbos oraz zapłaty kontrybucji[1].
- Koniec wojny popiej.
- 13 października – Bitwa na Chlebowym Polu między Węgrami a Turkami.